# إسحاق كابي
إسحاق كابي (17 فبراير 1977 - 13 مايو 2019) ممثل وموسيقي أمريكي معروف بأدواره في أفلام ثور (2011) و خلاص المدمر (2009) وفي المسلسل التلفزيوني اختلال ضال على إيه إم سي. كان عضوا في فرقة (براثن الوحش (بالإنجليزية: Monster Paws).
ظهر كابي كضيف في برنامج إنفو وورز الإذاعي الخاص بـ ألكس جونز في شهر أغسطس عام 2018، وخلال البرنامج، إتهم كابي العديد من نجوم السينما بقيامهم بالإعتداء الجنسي على الأطفال كجزء من نظرية مؤامرة كيو أنون، وهي نظرية مؤامرة حول كابال مكون من مجموعة من المتحرشين بالأطفال والذين يعبدون الشيطان ويديرون عصابة عالمية للإتجار بالجنس مع الأطفال. خلال البث، طلب جونز من كابي أن يكون أكثر حذرًا وأن يتجنب «تسمية أسماء»، بينما أصر كابي لفترة وجيزة على أن جونز كان «يتلاعب بعقله» من خلال إستجواب مزاعمه. في أوائل شهر يناير عام 2021، قام المحامي الأمريكي ومنظر المؤامرات لين وود بالتلميح إلى كيو أنون عندما قام بالتغريد على تويتر دون دليل على أن كابي كان عنصر من محاولة واسعة النطاق للكشف عن عصابة المعتدين جنسيا على الأطفال، وأن العصابة هذه تشمل رئيس قضاة المحكمة العليا الأمريكية جون روبرتس.

## قضايا قانونية
في عام 2018، إستجوبت الشرطة إسحاق كابي بعد أن تم التقرير على أنه هدد الممثلة باريس جاكسون والممثل سيث جرين. إتهمت جاكسون كابي بخنقها في حفل كليهما كانا حاضرين فيه. وأكدت شرطة لوس أنجلوس (إختصارها LAPD بالإنجليزية) على وجود تحقيق بخصوص ذاك، إلا أن التحقيق هاذ لم يكن نشطًا.

## الوفاة
في عام 2019، توفي كابي بعد أن أقدم على الإنتحار بالقفز من جسر إلى حركة قادمة في أريزونا. قبل وفاته، نشر كابي ملاحظة طويلة على حسابه الخاص في إنستغرام، حيث تطرق في هذه الملاحظة على أنه مدمن على تعاطي المخدرات والكحول، وإعتذر ليسوع المسيح، ودونالد ترامب، وكيو أنون. أضاف كابي عنوان على منشوره، «إحذر الرجل الذي ليس لديه ما يخسره، لأنه ليس لديه ما يحميه».

## فيلموغرافيا جزئية

### فيلم
| سنة  | عنوان                     | دور                         |       |
| ---- | ------------------------- | --------------------------- | ----- |
| 2009 | فانبويز                   | غارفونكيل                   | [ 4 ] |
| 2009 | المنهي الخلاص             | بارباروزا                   | [ 2 ] |
| 2009 | القديس يوحنا في لاس فيغاس | المهووس                     |       |
| 2010 | مذبحة كلون كامب           | الطنان فطيرة                |       |
| 2011 | Lemonade Mouth            | ميل                         |       |
| 2011 | ثور                       | كاتب متجر الحيوانات الأليفة |       |
| 2011 | 10 سنوات                  | الكرة مزراب                 |       |

### التلفاز
| سنة  | عنوان                                  | دور        | ملاحظات                      |              |
| ---- | -------------------------------------- | ---------- | ---------------------------- | ------------ |
| 2016 | وجبة راشيل دراتش في وقت متأخر من الليل | الممثل     | الحب والحياة والفضاء الخارجي |              |
| 2015 | وردية الليل                            | شون        | يتمسك                        |              |
| 2009 | اختلال ضال                             | سجين مشاغب | الحلقة: " سبعة وثلاثون "     | [ 3 ] [ 11 ] |

## روابط خارجية
- إسحاق كابي في قاعدة بيانات الأفلام على الإنترنت